# 藤田学 (篮球运动员)
藤田学（日语：／ Fujita Manabu，1933年3月22日—），日本前男子篮球运动员，毕业于明治大学。他曾代表日本参加1956年夏季奥运会男子篮球比赛。他也参加了1958年亚洲运动会，获得一枚铜牌。